# Assoziativmaschine

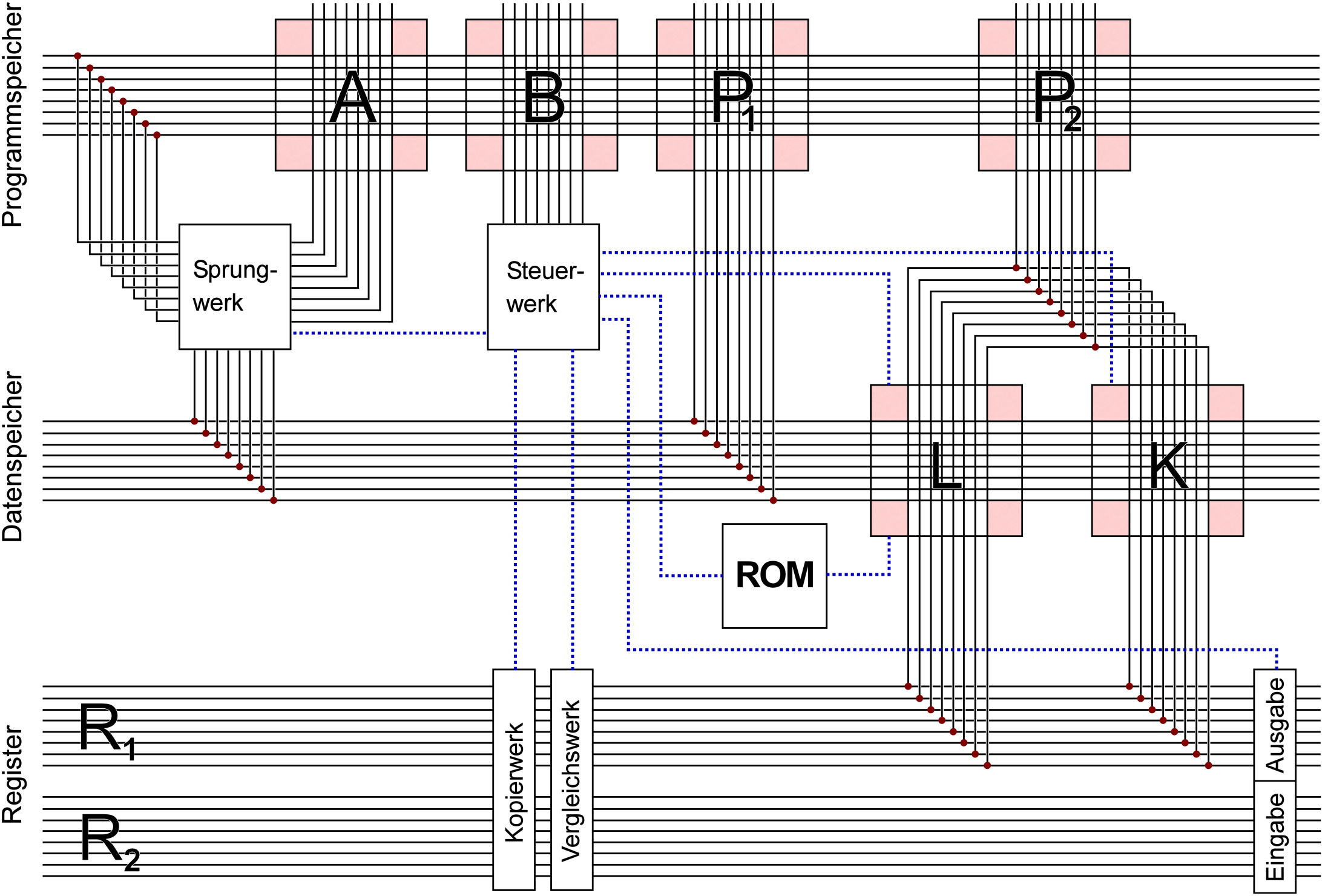
Die Assoziativmaschine „System 9“ besteht aus vier Assoziativmatrizen als Programmspeicher und zwei Assoziativmatrizen als Datenspeicher.

Eine Assoziativmaschine ist eine aus Assoziativspeichern zusammengesetzte, frei programmierbare Maschine. Im Unterschied zu einem Von-Neumann-Rechner wird eine Assoziativmaschine nicht um ein Rechenwerk herum aufgebaut, sondern besteht im Kern aus Assoziierwerken. Diese Assoziierwerke sorgen unter anderem dafür, dass eine Programmzeile mit ihrer Nachfolgerin assoziiert wird, dass eine Steuerung von Abläufen mit Assoziationsketten gelingt und dass Daten fehlertolerant abgefragt werden können.
Setzt man Assoziativmatrizen als Assoziativspeicher ein, erhält die Assoziativmaschine deren Eigenschaften der Störunanfälligkeit und Fehlertoleranz, was sie als Maschine zur Mustererkennung, Mustervervollständigung und Musterextraktion befähigt.